# Latina Calcio 1932
Il Latina Calcio 1932, meglio noto come Latina, è una società calcistica italiana con sede nella città di Latina. Milita in Serie C, la terza divisione del campionato italiano.
Fondata nel 2017, è erede della tradizione sportiva iniziata nel 1945 con la fondazione della Virtus Latina e transitata attraverso vari soggetti sociali fino al 2017, allorché l'Unione Sportiva Latina Calcio è fallita ed è stata estromessa dai campionati nazionali.
Dal punto di vista storico, il miglior risultato conseguito dal club pontino sono quattro partecipazioni consecutive al campionato di Serie B a girone unico, tra il 2013 e il 2017: nella prima stagione di militanza il Latina fu terzo nella stagione regolare e sfiorò finanche l'accesso alla massima serie nazionale, perdendo la finale dei play-off.

## Storia

### Dalle origini agli anni ottanta
La prima squadra di calcio dell'allora Littoria risale al 1935: il nome è Associazione Sportiva Littoria. Al termine del secondo conflitto mondiale, precisamente nel 1945, un anno dopo il cambio di toponimo, viene fondata la Virtus Latina, denominazione cambiata, appena un anno dopo in La Pontina Latina, con l'obiettivo di trasformare la squadra in un vero e proprio punto di riferimento per tutta la provincia. Con la promozione in Serie C del 1949, la società assume il nome di Associazione Sportiva Latina e ottiene due salvezze consecutive nella terza serie. Gli anni cinquanta non si riveleranno altrettanto proficui, segnati dalla doppia retrocessione nel biennio 1952-1953 e un ulteriore declassamento di categoria nel 1956, con la squadra che sprofonda in Prima Divisione Lazio. Le sette stagioni successive si susseguono tra alti e bassi, una nuova retrocessione, scongiurata grazie a un ripescaggio e due nuovi cambi di denominazione societaria.

Il Latina 1969-1970.

Nel 1965 l'Unione Calcio Latina torna in Serie D, dopo aver dominato il girone B della Prima Categoria davanti ad Alatri e Sezze, categoria che la compagine pontina saprà mantenere anche gli anni successivi, sfiorando perfino il doppio salto immediato nel 1966, beffata per un solo punto dai rivali storici del Frosinone e nel 1968, ma tutto svanì poiché fu penalizzata di ben 13 punti per illecito sportivo. Per la promozione bisognerà attendere l'anno successivo, con la vittoria del campionato con quattro punti di vantaggio sulla Viterbese. Il campionato di Serie C 1969-1970, però, terminò con la squadra classificatasi penultima e condannata nuovamente ai campionati di serie D, ancora una volta con una penalizzazione, 8 punti.

Latina 1976-1977.

Nella stagione 1973-1974 vestì la maglia nerazzurra un giovanissimo ragazzo di Sonnino, Alessandro Altobelli, che chiuse il campionato con 7 marcature e da lì a poco, nell'estate del 1974, fu notato dal Brescia che lo acquistò per sessanta milioni di lire. "Spillo" divenne il più famoso calciatore del vivaio del Latina ad aver raggiunto alti livelli (tra l'altro, divenne campione del mondo in Spagna nel 1982).
Con il passar degli anni i risultati migliorarono gradualmente fino a raggiungere per la prima volta la Serie C1 nella stagione 1978-1979, proprio nell'anno della riforma dei campionati che scisse la Serie C in due diversi livelli, la Serie C1 e la Serie C2, quest'ultima divenuta l'ultimo gradino del calcio professionistico. In quella stessa annata, tra l'altro, ha militato un giovane di Monte San Biagio, l'attaccante Andrea Carnevale, che all'inizio della stagione seguente finì all'Avellino, in Serie A. La società, nel frattempo, aveva di nuovo cambiato denominazione in Unione Calcio Latina. Subito retrocessa, dopo una quasi immediata risalita in Serie C1, seguì un nuovo declassamento, cui farà seguito una lenta decadenza, caratterizzata da una costante permanenza in C2 in tutti gli anni ottanta. Sono anni in cui Piero Di Trapano fu il protagonista assoluto del positivo momento del Latina tra il 1983 e il 1987: dalla stagione della retrocessione al secondo posto nel Campionato Interregionale, fino al ritorno in Serie C, con Giancarlo Sibilia in panchina. Poi l'ottimo terzo posto tra i professionisti.

Il Latina 1986-1987.

Fino ai primi anni novanta il logo distintivo era costituito da un semplice scudo contrassegnato da bande verticali di colore nero e azzurro, senza alcun simbolo distintivo. La sede societaria è sempre stata quella storica di piazzale Prampolini, presso lo stadio Comunale, in seguito (dicembre 1996) intitolato a Domenico Francioni, storico presidente del sodalizio nerazzurro.

### Gli anni novanta e duemila: l'altalena tra Serie C2 e Serie D e il fallimento
In seguito si susseguirono varie stagioni tra la Serie C2 e la Serie D: nel 1992 la società sprofonda nei dilettanti, categoria che contrassegnerà il sodalizio latinense per tutti gli anni novanta. Nel 1996 il nome fu tramutato in Associazione Sportiva Latina, con una riorganizzazione ai vertici e il lancio di un nuovo logo tipo ovale che riportava l'effigie della torre comunale, storico simbolo della città. Dopo aver sfiorato la promozione nella stagione 1998-1999, impresa poi nuovamente accarezzata per altre due volte con due terzi posti all'inizio del nuovo millennio, si arrivò al ripescaggio del 2002 in Serie C2, fortemente voluto dal Presidente Antonio Sciarretta (imprenditore di Cori proprietario della televisione "Tele Etere", del quotidiano "Il Territorio" e del network "Musica Radio") a distanza di dieci anni esatti dall'ultimo campionato disputato nel professionismo dai nerazzurri.
La stagione 2003-2004 incomincia con il riconfermato Pietro Santin. A novembre i nerazzurri perdono di misura nel derby con il Frosinone. Questa la formazione scesa in campo: Fimiani, Franchini, Pecorilli, Passalacqua (74' Pesce), Levanto, Martinelli, Marzio, Caputi, Polani, Pilleddu (76' Paniccia), Simonetti. A disposizione: Di Magno, Filocomo, Fioravanti, Ghilardi, Falso.
Nel 2005 il Presidente Sciarretta, fautore del ritorno tra i professionisti, lanciò un nuovo stemma, uno scudo con sfondo nero e azzurro e la testa di un leone stilizzato di colore giallo, altro simbolo del capoluogo pontino. Fu inoltre varata una campagna acquisti in pompa magna, con il direttore sportivo Gianni Rosati (ex Fermana, Pistoiese e Genoa) che portò a Latina molti ex arancioni e giocatori di categoria superiore, tra i quali l'ivoriano Ghislain Akassou, il centrocampista Davide Carfora e l'ex centravanti del Torino Edoardo Artistico, con propositi di promozione diretta. Ma la stagione si rivelerà un fiasco completo, con la squadra invischiata quasi subito nella lotta per non retrocedere. Gli scarsi risultati portarono anche a un giro vorticoso di allenatori: dal riconfermato Giancarlo Favarin si passò al brevissimo interregno di Marco Ghirotto, che diresse la squadra in una sola gara, peraltro vinta contro il Giugliano, per poi passare il testimone a Fortunato Torrisi, che racimolò appena tre punti in otto partite, frutto di altrettanti pareggi. A seguire si tenterà la soluzione interna con la promozione in panchina del capitano Dario Levanto, affiancato, in veste di direttore tecnico, dal veterano Pietro Santin, cavallo di ritorno. Ma la stagione, incominciata male, finì ancor peggio, con la sconfitta contro il Rieti nei play-out e il conseguente ritorno in Serie D.
Nel corso dell'estate, dopo che fu annunciato come nuovo allenatore Pietro Infantino (a seguito del rifiuto di Paolo Beruatto) sorsero infatti problemi di natura economica che portarono al tracollo, culminato con la mancata iscrizione al campionato di Serie D e alla conseguente scomparsa dell'A.S. Latina, poiché la società venne esclusa da ogni campionato per mancati versamenti ad alcuni giocatori - nello specifico, si trattava di omessi versamenti delle ritenute Irpef e dei contributi Enpals per diverse mensilità - e dichiarata non più affiliata dalla FIGC. La maggior parte delle irregolarità riguardavano quindi contributi fiscali e previdenziali.
Nell'ottica di poter cedere il club, sperando in un ripescaggio in Eccellenza l'anno dopo, l'allora Presidente Sciarretta ha provveduto a saldare i debiti della società nel febbraio 2007, evitando il fallimento; ma tale ripescaggio non è mai avvenuto. Dopo vari ricorsi infatti, tutti respinti, non riuscì nemmeno a iscriversi al campionato di Terza Categoria per scadenza di termini. La società, pertanto, pur senza pendenze, ha cessato ogni tipo di attività, lasciando il capoluogo pontino senza calcio tra l'estate del 2006 e quella del 2007. Quella che passò alla storia come l'estate più nera nella storia del calcio latinense.

#### La fase di transizione
Nell'ottobre del 2006, la dirigenza della Viribus Cisterna Montello di Borgo Montello, frazione di Latina, esce allo scoperto annunciando di voler cambiare la denominazione del club, e di volersi spostare nel capoluogo. Per far ciò, la società avvia un processo di riorganizzazione sia amministrativa sia tecnica, affidando la squadra (in fondo alla classifica) all'allenatore Massimo Bindi, con l'intento di mantenere la categoria Eccellenza Lazio. La squadra, a fine stagione, si salva con largo anticipo e così il Football Club Latina nasce ufficialmente presso uno studio notarile del capoluogo martedì 22 maggio 2007, per colmare il vuoto calcistico creatosi nella città di Latina in seguito alla mancata iscrizione dell'A.S. Latina per la stagione 2006-2007.
Il comune di Latina, nella stagione 2006-2007, dà la disponibilità dell'utilizzo dello stadio Domenico Francioni alle società sportive minori che ne hanno fatto richiesta, tra cui la già citata Viribus Cisterna Montello, la quale, dopo aver cambiato i colori sociali nel nero-azzurro, è smaniosa, tra le altre, di diventare la società calcistica cittadina di riferimento. Il comune però decide, con la delibera 687/2006 del 13 dicembre 2006, di dare lo stadio Francioni, in concessione per uso esclusivo, per la durata di 3 anni a partire dal 2007-2008, alla società con il titolo sportivo maggiore: la Viribus Cisterna Montello, ovvero la neonata F.C. Latina.
Nel frattempo, nel maggio 2007 si è vociferato di una cessione dell'A.S. Latina di Sciarretta all'avvocato pontino Tony Brugnolo, trattativa che però non è andata a termine.
Tuttavia, le prime mosse del presidente Lucio Bruno convincono la tifoseria organizzata a passare dalla sua parte: organizza un incontro pubblico con stampa e tifosi il 23 giugno 2007, effettua una campagna acquisti di spessore, riapre dopo 3 anni la scuola calcio del club cittadino di riferimento, avvia la campagna abbonamenti, ripropone magliette che richiamano la storia del Latina Calcio (quale la terza divisa arancione, in memoria delle magliette indossate dai tifosi e dai giocatori nel derby vinto in trasferta il 19 aprile 2003 contro i rivali storici del Frosinone) e della storia cittadina (sulle magliette campeggia il Leone Alato di San Marco, patrono cittadino), il 5 luglio 2007 fa ripristinare i bandieroni sui pennoni dello stadio Domenico Francioni spogli per oltre sessant'anni, apre il sito internet ufficiale della società, e presenta la squadra il 6 luglio 2007 giorno di Santa Maria Goretti (altra santa patrona cittadina) annunciando l'ingresso in società dell'imprenditore Rosettano Navarra, e della famiglia Cragnotti.
Nel frattempo, nel giugno 2007, il neonato comitato "Latina per il Latina" formato da vecchie glorie del Latina Calcio e appoggiato da sportivi locali affermati, decide di scendere in campo e di prendere in mano la gestione di un club cittadino. Fallita la trattativa con Lucio Bruno per l'F.C. Latina, il comitato si accorda con la società Real Latina di Borgo Santa Maria per l'acquisto del titolo sportivo della categoria Promozione, e viene così fondata la U.S. Virtus Latina, con presidente Vincenzo D'Amico.
In breve tempo, nasce la polemica con l'F.C. Latina su quale delle due squadre abbia il diritto di utilizzare lo stadio Domenico Francioni. L'F.C. Latina, forte della delibera ottenuta dalla precedente giunta comunale, inizialmente non sembra ben disposta verso i rivali cittadini, ma successivamente alla mediazione del neo-assessore allo sport Raimondo Tiero, decide di concedere, con riserva per il periodo invernale, l'utilizzo dello stadio per le giornate di campionato in cui il F.C. Latina è impegnata in trasferta.
Nella stagione 2007-2008 il Football Club Latina partecipa al campionato di Eccellenza Laziale nel girone B con la prima squadra, e ai campionati giovanili con le formazioni: Juniores Regionali, Allievi Regionali, Allievi Coppa Lazio, Giovanissimi Provinciali, Giovanissimi Coppa Lazio ed Esordienti. In questa stagione il F.C. Latina parte con buoni propositi, ma un rendimento altalenante fa sì che la squadra non vada oltre il 6º posto in classifica.
Nella successiva stagione 2008-2009, si classifica al 2º posto nel girone A dell'Eccellenza Laziale e ottiene la promozione in Serie D attraverso gli spareggi nazionali.
Partendo dalla Promozione Laziale invece, la Virtus Latina riesce in due anni ad arrivare in Serie D, classificandosi 1º in Promozione nella stagione 2007-2008 e vincendo anche il campionato di Eccellenza nella stagione 2008-2009, battendo il 13 maggio 2009 il Pisoniano per 2-0 all'ultima giornata.

#### La nascita dell'Unione Sportiva Latina Calcio
La città di Latina quindi, nell'estate del 2009, aveva due compagini calcistiche a rappresentarla in Serie D, ed entrambe rivendicavano l'eredità calcistica dell'A.S. Latina. Dopo alcuni contatti e diversi negoziati andati a buon fine tra le due società, le stesse si resero conto che era meglio mettere da parte i dissapori e unire le forze: pertanto avvenne la cessione del titolo del F.C. Latina al nuovo F.C. Rondinelle di Aprilia, per poter avere un solo team di Latina in Serie D, nato dal titolo sportivo della Virtus Latina, che prende il nome di Unione Sportiva Latina Calcio Società Sportiva Dilettantistica.

### Gli anni duemiladieci

#### L'era Sanderra: il ripescaggio, l'immediata promozione, la Coppa Italia e la Serie B
Il fallimento di numerose società calcistiche di Lega Pro, ha spalancato le porte a numerosi ripescaggi in Prima e in Seconda Divisione, così il 4 agosto 2010] il Latina viene ripescato in Lega Pro Seconda Divisione 2010-2011 dopo cinque anni di assenza. Dal 29 agosto 2010, è l'unica squadra di tutti i campionati professionistici d'Europa a essere imbattuta, tuttavia questo record dura fino al 20 febbraio 2011, quando viene sconfitta dal Trapani per 3-2, senza perdere comunque la testa del campionato. Il 1º maggio 2011 conquista una storica promozione in Prima Divisione. Davanti a 950 tifosi che hanno seguito la compagine pontina allo stadio Guido D'Ippolito di Lamezia Terme, la squadra di Sanderra batte per 2-0 i padroni di casa della Vigor Lamezia, vincendo il campionato con 90 minuti di anticipo, concludendo un torneo terminato con solo una sconfitta e l'imbattibilità del Francioni. A fine gara centinaia di bandiere nerazzurre sventolano a Lamezia ma anche a piazza del Popolo a Latina dove, davanti al maxischermo piazzato per l'occasione, migliaia di tifosi nerazzurri hanno visto la partita. Il Latina torna così in Prima Divisione a distanza di quasi trent'anni dalla sua ultima apparizione. Correva infatti l'anno 1982 quando i neroblù salutarono la terza serie nazionale. Appena un lustro fa il calcio era scomparso dal capoluogo pontino, ma poi si sono susseguite quattro promozioni consecutive.
Nonostante l'iniziale entusiasmo, il Latina stenta ad affermarsi nella nuova categoria, dove invece svetta senza problemi il Trapani, l'anno precedente giunto alle spalle del club nerazzurro in Seconda Divisione. Dopo un campionato sempre condotto nei bassifondi della classifica, il Latina è costretto a giocarsi la permanenza nella categoria agli spareggi. Il 28 maggio 2012 vincendo i play-out di Lega Pro Prima Divisione contro la Triestina (2-0 a Latina nell'andata e 2-2 al ritorno a Trieste), ottiene la salvezza. Decisivo il giovane Salvatore Burrai, che risponde per due volte alla doppietta di Riccardo Allegretti, capitano dei giuliani, festeggiando anche la sua prima doppietta in carriera, facendo retrocedere una Triestina ormai allo sbando per i noti problemi societari che l'hanno portata al fallimento nel campionato in corso.

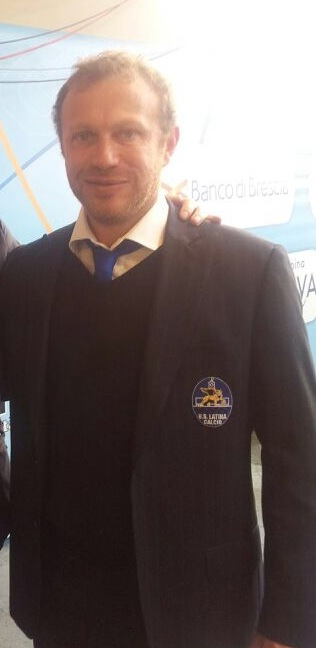
Roberto Breda, l'allenatore della sfiorata promozione in Serie A.

La stagione successiva in Prima Divisione, sotto la presidenza di Paola Cavicchi, prima donna alla guida del Latina, i neroazzurri prima sotto la guida di Fabio Pecchia e poi con Stefano Sanderra ottennero per la prima volta in assoluto la Coppa Italia Lega Pro battendo in finale il Viareggio oltre a una prima storica promozione in Serie B a seguito della vittoria della finale play-off contro il Pisa per 3-1, il 16 giugno 2013.

#### La sfiorata promozione in Serie A
L'esordio in Serie B avviene il 24 agosto 2013 con una sconfitta per 3-1 con l'Empoli, mentre la prima storica vittoria nella serie cadetta avviene il 28 settembre 2013 battendo per 2-0 il Brescia, grazie alle reti di Morrone e di Jonathas. Il Latina termina il campionato al terzo posto in classifica, con il quale ottiene il diritto a partecipare ai play-off per la promozione in Serie A. L'11 giugno 2014, battendo il Bari con un doppio pareggio per 2-2, ottiene lo storico accesso alla finale in virtù del miglior piazzamento in classifica. In finale il Latina affronta il Cesena venendo sconfitto sia all'andata sia al ritorno per 2-1 perdendo i play-off.

#### Le successive due stagioni, il cambio di proprietà, la retrocessione in Serie C e il fallimento
Nelle successive due stagioni in cadetteria per il Latina, ci sono state due salvezze sofferte: entrambe maturate all'ultima giornata, al termine dei campionati di Serie B 2014-2015 e 2015-2016. Successivamente, nel mese di novembre 2016, Pasquale Maietta (dirigente del Latina Calcio sin dalla ricostituzione della Virtus Latina) si dimette da presidente a seguito dell'inchiesta giudiziaria "Olimpia" che lo vede indagato, lasciando la sua carica al vicepresidente Antonio Aprile; questi guida la società sino al 28 dicembre 2016, quando viene richiesta la cessione dell'intero pacchetto azionario in favore dell'imprenditore anziate Angelo Ferullo, che dopo tante trattative rifiuta e lascia il Latina nelle mani di Benedetto Mancini.
Il 9 marzo 2017, il tribunale di Latina ha decretato il fallimento della società concedendo l'esercizio provvisorio per poter concludere la stagione. Il 18 aprile 2017 il sodalizio viene quindi rilevato all'asta da Mancini, per la cifra di 682 000 euro, col nome di Mens Sana Latina. Successivamente, però Mancini non porta a compimento l'acquisto e nelle successive aste nessun altro imprenditore presenta offerte per rilevare la società. La squadra, durante la stagione 2016-2017, dopo aver accumulato un totale di quattro punti di penalizzazione, retrocede in Serie C con tre giornate d'anticipo.
Il 24 maggio 2017, con l'ultima asta andata deserta, il tribunale decreta la fine dell'esercizio provvisorio, con susseguente mancata iscrizione del Latina al successivo campionato di Serie C.

#### Nuova rinascita in Serie D e il ripescaggio in Serie C
Ai sensi delle norme federali, nell'estate 2017 l'iniziativa per la rifondazione del sodalizio pontino passa al sindaco di Latina, Damiano Coletta, che si occupa di raccogliere le manifestazioni d'interesse per la ripartenza della tradizione sportiva nerazzurra dalle leghe dilettantistiche. Si presentano alcune cordate, ma tra giugno e luglio prende corpo la proposta di Antonio Pezone, già titolare del Racing Roma e neo-acquirente del Fondi: egli annuncia l'intenzione di trasferire il titolo sportivo di quest'ultima realtà nel capoluogo pontino, per costituire un nuovo sodalizio denominato Racing Latina e farlo ripartire dalla Serie C. La proposta ottiene l'avallo del comune di Latina e di alcuni imprenditori precedentemente propostisi per la rifondazione nerazzurra, che annunciano di volersi costituire in cooperativa di supporto: la FIGC tuttavia nega l'assenso a Pezone per lasciare la città di Fondi, bloccando il progetto.
Il 4 agosto 2017 viene dunque creata ex novo la S.S.D. a r.l. Latina Calcio 1932, che viene ammessa in sovrannumero al campionato di Serie D 2017-2018. Nei giorni immediatamente successivi, il C.d.A. elegge come presidente del nuovo sodalizio Fernando Leonardi, sostituito poi da Antonio Terracciano.
Dopo alcune stagioni interlocutorie, nel 2020-2021 il Latina si propone tra le squadre di vertice del girone G: la stagione regolare si chiude al secondo posto, dopodiché i pontini vincono i play-off con un doppio 1-1 contro la Nocerina in semifinale e il Savoia in finale. In virtù di ciò la società presenta la domanda di ripescaggio in Serie C, che viene accolta il 7 agosto 2021, sancendo il ritorno del Latina tra i professionisti dopo quattro anni.

## Colori e simboli

### Colori
I colori sociali del Latina sono sin dalla fondazione il nero e l'azzurro, mutuati dal gonfalone araldico cittadino e dalla storica bandiera della provincia di Littoria.
Dopo un primo quarantennio in cui i giocatori pontini vestirono casacche monocrome azzurre e calzoncini neri, dagli anni 1980 si è affermato l'uso, per la prima divisa, del template palato.
La seconda divisa è normalmente bianca con finiture nei due colori sociali, mentre per quanto concerne le terze maglie (laddove previste) è considerato particolarmente iconico l'arancione: il 19 aprile 2003 i tifosi pontini si presentarono in massa vestiti con questo colore allo stadio Matusa, assistendo alla prima vittoria esterna della loro squadra nel derby del Basso Lazio contro i rivali storici del Frosinone.
A tal proposito fu poi peculiare un'iniziativa di Antonio Sciarretta, presidente del club dal 2002 al 2006: in aperta polemica con le istituzioni politiche cittadine (cui contestava il disinteressamento per le sorti societarie), in occasione di una partita interna, per dimostrare di essere pronto disporre a suo piacimento del titolo sportivo, della squadra e dei colori sociali, fece scendere in campo il Latina con una maglia bianca con strisce verticali giallo-rosse in richiamo ai colori della Roma, squadra per la quale tifava. A margine della partita egli minacciò di trasferire il Latina nel suo paese di origine, Giulianello, chiosando ironicamente:

### Simboli ufficiali

#### Stemma
Fino agli anni 1960 il Latina non ha adottato un proprio simbolo identificativo. A decorrere da tale decennio s'è invece assistita a una proliferazione di emblemi di varia foggia, nei quali comunque si osservano alcuni dettagli ricorrenti: i colori sociali nero-blu, il Leone di San Marco e la torre civica del locale municipio. Attorno al 1960 l'allora Unione Calcio Latina si dotò del primo emblema: uno scudo francese antico bianco con fascia diagonale blu e nera posta sulla destra, mentre sulla sinistra apparivano un pallone e la denominazione sociale. Col passaggio al Football Club Latina si optò per uno scudo sannitico palato nei colori sociali, con la denominazione societaria inscritta in una fascia bianca posta in capo all'insieme.
Il fallimento del 1996 e la nascita dell Associazione Sportiva Latina 1996 portarono in dote un nuovo stemma, graficamente più curato: un ancile azzurro contenente il disegno della torre civica di Latina e di un pallone, il tutto corredato dalla denominazione sociale inscritta al centro.
Nel 2005, sotto la gestione Sciarretta, l'emblema sociale venne nuovamente ridisegnato: ne risultò uno scudo svizzero con sfondo blu attraversato da una banda nera. In esso era collocato il disegno stilizzato della testa di un leone di colore giallo. Il tutto era sormontato da un cartiglio giallo contenente il nome del club "A.S. LATINA".
Nel 2007, a un anno di distanza dalla dissoluzione della summenzionata A.S. Latina, i due sodalizi che erano nati con l'intento di succedergli adottarono ciascuno la propria identità visiva. Il Latina Football Club implementò uno scudo circolare blu bandato di nero, contenente le iniziali del nome sociale intrecciate a formare un monogramma; in capo appariva il disegno della torre civica, mentre nel settore inferiore un cartiglio blu conteneva il nome della società scritto per esteso. Vi era poi la Virtus Latina, adottante uno scudetto partito nero e blu, sormontato da una corona aurea e contenente al suo interno il nome sociale e un pallone da calcio.
Nel 2009 la costituzione dell'Unione Sportiva Latina ridiede allo stemma la foggia a scudo svizzero partito blu e nero, contenente il disegno stilizzato del Leone di San Marco aureo e la denominazione sociale, egualmente a caratterei aurei.
Già nell'agosto 2010 tale logo venne sostituito da un nuovo disegno, intendendo meglio rappresentare la città pontina: un ancile blu, contenente nella parte superiore il disegno del Leone di San Marco con una zampa poggiata su un pallone; sullo sfondo era invece disegnato il municipio di Latina. Nella parte centrale e inferiore campeggiava la denominazione sociale, sormontata da una fascia a scacchi quadrati neri e blu.
Il suddetto emblema rimane in uso fino al luglio 2014, allorché ne viene presentato il sostituto. Il primo cambiamento che salta all’occhio è quello della forma: da ovale a scudo che rimanda a “tradizioni storiche e araldiche”, come si legge nel comunicato stampa del club, col quale si riadotta la più comune foggia a scudo. Il nuovo disegno continua a presentare in primo piano i simboli della torre civica e del leone alato, i quali vengono però ricolorati in oro e affinati graficamente. Nel cantone inferiore appaiono le strisce verticali nero-blu (nove, numero indicato come simbolo di completezza e compimento), storicamente legate alla società. “Il compimento di un obiettivo, appunto, del quale abbiamo avuto un assaggio durante la scorsa stagione”. Esse cambiano aspetto nel cantone superiore, ove appaiono ristrette e inclinate verso destra (per rappresentare al meglio “la volontà di guardare avanti e di scrivere una nuova pagina della storia nerazzurra” spiega la società). La denominazione societaria si inscrive in una fascia nera collocata a mezz'altezza.
Con la ripartenza societaria del 2017 si passa a un nuovo stemma: uno scudetto su base nera occupato per due terzi dalla palatura azzurra in diagonale (cui si sovrappone il disegno della torre civica e il 1932, anno di fondazione della città pontina); più in alto si collocano la ragione sociale (a lettere stampatelle bianche) e il leone marciano aureo col pallone sotto una zampa.
Il 25 giugno 2024, attraverso i propri canali social, il Latina annuncia l'introduzione di un nuovo logo: viene mantenuta la forma a scudetto, divenuta però più squadrata, con la sola epigrafe Latina a lettere bianche in capo; al di sotto, sulla palatura nerazzurra, si staglia la figura del leone marciano aureo, disegnato in prospettiva frontale e con le ali che escono dal bordo dello scudo. Spariscono completamente i riferimenti all'architettura cittadina.

Lo stemma usato dal 2009 al 2010
Lo stemma usato dal 2010 al 2014
Lo stemma in uso dal 2014 al 2017
Lo stemma in uso dal 2017 al 2024
Lo stemma in uso dal 2024

#### Inno
Nel 2005 esce Cuore Nerazzurro, CD che contiene Forza Latina (Napoli-Ruoppolo-Verrengia), dedicato ai tifosi e alla squadra, interpretato da Marco Napoli, cantautore pontino e tifoso. Viene distribuito gratuitamente ai tifosi, in aperta polemica con la gestione del presidente Sciarretta. Nel 2011, in seguito a un contenzioso con la S.I.A.E., la società decide di non trasmettere più l'inno dagli spalti del Domenico Francioni prima di ogni partita. Nella stagione 2012-2013, che vede la squadra conquistare la storica promozione in Serie B, l'inno viene trasmesso nuovamente dagli altoparlanti dello stadio prima dell'annuncio delle formazioni.

## Strutture

### Stadio

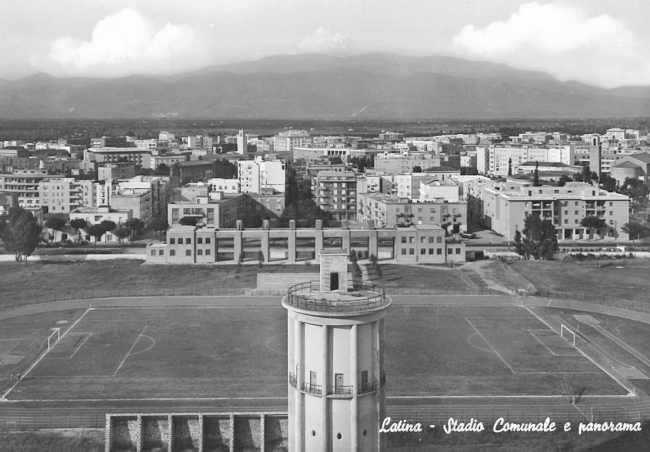
Lo stadio Domenico Francioni.

Il Latina disputa le proprie partite casalinghe allo stadio Domenico Francioni, avente una capienza massima di 9 310 posti a sedere, di cui 2 232 coperti, altri 5 578 per i tifosi interni (tra curva nord e tribuna scoperta) e 1 500 per gli ospiti.
L'impianto, la cui costruzione era già prevista nel piano regolatore originario di Littoria del 1932, è stato inaugurato nel 1935 sul progetto iniziale dell'architetto Oriolo Frezzotti e assegnato in gestione all'Opera Nazionale per i Combattenti.
Passato nelle mani del comune di Latina nel secondo dopoguerra, l'impianto fu denominato semplicemente stadio Comunale fino a dicembre 1996, allorché gli venne attribuita l'intitolazione a Domenico Francioni, longevo presidente nerazzurro.

### Centro di allenamento
Il Latina svolge i propri allenamenti al campo sportivo "ex Fulgorcavi" (dal nome del limitrofo stabilimento specializzato in cavi elettrici, mecenate della seconda squadra cittadina), dotato di due terreni di gioco regolamentari in erba.

## Società

### Sponsor
| Cronologia degli sponsor tecnici - 1980-1986 ... - 1986-1987 Torello - 1987-1988 Ennerre - 1988-1990 Lotto - 1990-1991 ... - 1991-1992 Erreà - 1992-1995 ... - 1995-1996 Erreà - 1996-1998 ... - 1998-2000 Diadora - 2000-2001 Royal - 2001-2006 Legea - 2006-2007 Inattiva - 2007-2008 Salf - 2009-2014 Macron - 2014-2017 Givova - 2017-2019 Macron - 2019-2021 Zeus - 2021-2022 Ready - 2022-2024 Nike - 2024- Ezeta |

### Settore giovanile
Il maggior successo conseguito dalle giovanili del Latina è costituito dalla vittoria del Campionato nazionale Dante Berretti nella stagione 2012-2013.

## Diffusione nella cultura di massa
Dal 2003 l'attrice Ilaria Spada è la madrina ufficiale dei nerazzurri, seguita nel 2009 dalla showgirl Carolina Marconi.
È di un calciatore del Latina, Lorenzo Mattu, il primo caso in Italia di denuncia civile per mobbing nel calcio e per mancato rispetto delle pari opportunità.

## Allenatori e presidenti
- 1945-1950 ...
- 1950-1952  Renato Torani
- 1952-1968 ...
- 1968-1969  Giovanni Zanollo
- 1969-1970  Domenico Biti (1ª-?ª)
 Gino Colaussi (?ª-38ª)
- 1970-1972  Francisco Lojacono
- 1972-1973  Francesco Lamberti
- 1973-1974  Humberto Rosa (1ª-?ª)
 Luciano Tessari (?ª-38ª)
- 1974-1975  Giuseppe Bianchetti
- 1975-1976  Renzo Cappellaro (1ª-?ª)
 Lamberto Leonardi (?ª-34ª)
- 1976-1979  Lamberto Leonardi
- 1979-1980  Cesare Meucci (1ª-?ª)
 Guido Attardi (?ª-34ª)
- 1980-1981  Antonio Trebiciani
- 1981-1982  Antonio Trebiciani (1ª-?ª)
 Giancarlo Sibilia (?ª-34ª)
- 1982-1983  Luigi Sitzia (1ª-?ª)
 Domenico Biti (?ª-34ª)
- 1983-1984  Giacomo Losi (1ª-?ª)
 Giancarlo Sibilia (?ª-?ª)
 Giorgio Puia (?ª-?ª)
 Giancarlo Sibilia (?ª-34ª)
- 1984-1987  Giancarlo Sibilia
- 1987-1988  Giancarlo Sibilia (1ª-?ª)
 Michele De Nadai (?ª-?ª)
 Giancarlo Sibilia (?ª-34ª)
- 1988-1989  Alberto Pizzi
- 1989-1990  Piero Cucchi
- 1990-1991  Giancarlo Sibilia
- 1991-1992  Giancarlo Sibilia (1ª-?ª)
 Marcello Benini (?ª-?ª)
 Giovan Battista Benvenuto (?ª-?ª)
 Marcello Benini (?ª-38ª)
- 1992-1994  Giacomini
- 1994-1995  Andrea Agostinelli (1ª-15ª)
 Stefano Di Chiara (16ª-34ª)
- 1995-1996  Luciano Orati
- 1996-1997  Luciano Orati (1ª-3ª)
 Enrico Fadigati (4ª-7ª)
 Angelo Carrano (8ª-34ª)
- 1997-1998  Angelo Carrano (1ª-8ª)
 Moreno Mancini (9ª)
 Mario Buccilli (10ª-34ª)
- 1998-1999  Mario Buccilli (1ª-9ª)
 Claudio Tobia (10ª-34ª)
- 1999-2000  Andrea Chiappini
- 2000-2001  Guido Attardi (1ª-11ª)
 Ferdinando Rossi (12ª-19ª)
 Fabio Salvatici (20ª-34ª)
- 2001-2002  Silvio Argenio
- 2002-2003  Angelo Carrano (1ª-14ª)
 Francesco Paolo Specchia (15ª-22ª)
 Pietro Santin (23ª-34ª)
- 2003-2004  Pietro Santin (1ª-?ª)
 Giuseppe Petrelli (?ª-?ª)
 Marco Ghirotto (?ª-?ª)
 Pietro Santin (?ª-34ª)
- 2004-2005  Roberto Rambaudi (1ª-12ª)
 Giancarlo Favarin (13ª-34ª)
- 2005-2006  Giancarlo Favarin (1ª-14ª)
 Marco Ghirotto (15ª)
 Fortunato Torrisi (16ª-23ª)
 Dario Levanto (24ª-34ª e play-out)
- 2006-2007 Inattivo
- 2007-2008[N 4]  Marco Ghirotto
- 2008-2009[N 5]  Marco Ghirotto (1ª-?ª)
 Giancarlo Sibilia (?ª-34ª)
- 2009-2010  Giancarlo Sibilia (1ª-4ª)
 Mauro Facci (5ª-11ª)
 Maurizio Raggi (12ª-22ª)
 Giancarlo Sibilia (23ª-34ª)
- 2010-2011  Stefano Sanderra
- 2011-2012  Stefano Sanderra (1ª-9ª)
 Marco Ghirotto (10ª-24ª)
 Stefano Sanderra (25ª-34ª e play-out)
- 2012-2013  Fabio Pecchia (1ª-26ª) 
 Stefano Sanderra (27ª-30ª e play-off)
- 2013-2014  Gaetano Auteri (1ª-3ª)
 Roberto Breda (4ª-42ª e play-off)
- 2014-2015  Mario Beretta[33] (1ª-7ª)
 Roberto Breda (8ª-21ª)
 Mark Iuliano (22ª-42ª)
- 2015-2016  Mark Iuliano (1ª-11ª)
 Mario Somma (12ª-28ª)
 Andrea Chiappini (29ª-30ª)
 Carmine Gautieri (31ª-42ª)
- 2016-2017  Vincenzo Vivarini
- 2017-2018  Andrea Chiappini (1ª-19ª)
 Carlo Pascucci (20ª-34ª e play-off)
- 2018-2019  Carmine Parlato (1ª-12ª)
 Raffaele Di Napoli (13ª-38ª)
- 2019-2020  Raffaele Di Napoli (1ª-8ª)
 Agenore Maurizi (9ª-26ª)
- 2020-2021  Raffaele Scudieri (1ª-21ª)
 Salvatore Ciullo (22ª-25ª)
 Raffaele Scudieri (26ª-34ª e play-off)
- 2021-2023  Daniele Di Donato
- 2023-2024  Daniele Di Donato (1ª-21ª)
 Gaetano Fontana (22ª-38ª e play-off)
- 2024-2025  Pasquale Padalino (1ª-10ª)
 Roberto Boscaglia (11ª-35ª)
 Alessandro Bruno (36ª-38ª)

- 1945-1950  Gaetano Loffredo
- 1950-1951  Candido Morelli e  Aurelio Biondi
- 1951-1952  Aurelio Biondi
- 1952-1956  Ettore Simoneschi
- 1956-1958  Domenico Francioni (Comm. straor.)
- 1958-1959  Nello Picarozzi
 Eugenio Falconi (Comm. straor.)
- 1959-1963  Ezio Lucchetti (Comm. straor.)
- 1963-1968  Biagio De Pasquale
- 1968-1970  Alfredo Loffredo
- 1970-1971  Pietro Berti
- 1971-1972  Fernando Giorgi
- 1972-1973  Biagio De Pasquale
- 1973-1974  Luigi Gallo
 Salvatore Garsia (Comm. straor.)
- 1974-1975  Ezio Fioravante
 Alberto Luciani
 Tommaso Cifra
- 1975-1976  Gianni Palumbo
- 1976-1977  Augusto La Gioia
- 1977-1978  Franco Bassoli
- 1978-1979  Franco Bassoli e  Pasquale Papa
- 1979-1980  Franco Bassoli,  Pasquale Papa e  Guido Girolami (Comitato di presidenza)
- 1980-1983  Renzo Lorenzi[N 6]
- 1983-1984  Italo Pinna
- 1984-1986  Umberto Tovalieri
- 1986-1989  Egidio Gino Palumbo
- 1989-1991  Franco Pompili
- 1991-1995  Roberto Papaverone
- 1995-1996  Roberto Papaverone
 Giovanni Gasparoni
- 1996-2000  Luciano Giungarelli
- 2000-2001  Angelo Deodati
- 2001-2002  Bruno Canini
- 2002-2006  Antonio Sciarretta
- 2006-2007 Inattivo
- 2007-2008[N 7]  Vincenzo D'Amico
- 2008-2012  Michele Condò
- 2012-2014  Paola Cavicchi
- 2014-2016  Pasquale Maietta
- 2016-2017  Antonio Aprile
 Angelo Ferullo
 Benedetto Mancini
 Fernando Leonardi
- 2017-  Antonio Terracciano

## Calciatori

### Capitani
- ... (1945-2006)
- Inattivo (2006-2007)
- ... (2007-2010)
- Simone Berardi (2010-2012)
- Andrea Milani (2012-2016)
- Matteo Bruscagin (2016-2017)
- Edoardo Catinali (2017-2018)
- Alessandro Ranellucci (2018-2020)
- Claudio Corsetti (2020-2021)
- Andrea Esposito (2021-2023)
- Lorenzo Di Livio (2023-)

## Palmarès

### Competizioni nazionali
- Coppa Italia Lega Pro: 1

2012-2013

### Competizioni interregionali
- Lega Pro Seconda Divisione: 1

2010-2011 (girone C)
- Serie D: 3

1968-1969 (girone F), 1972-1973 (girone F), 1976-1977 (girone F)
- Campionato Interregionale: 1

1985-1986 (girone G)
- Promozione: 1

1948-1949 (girone I)

### Competizioni regionali
- Prima Divisione: 1

1956-1957
- Prima Categoria: 1

1964-1965 (girone B)
- Promozione: 1

2007-2008 (girone C)
- Eccellenza: 1

2008-2009 (girone B)

### Competizioni giovanili
- Campionato nazionale Dante Berretti: 1

2012-2013
- Campionato Primavera 4: 1

2021-2022 (girone C)

## Statistiche e record

### Partecipazione ai campionati
Campionati nazionali
| Livello | Categoria                       | Partecipazioni | Debutto   | Ultima stagione | Totale |
| ------- | ------------------------------- | -------------- | --------- | --------------- | ------ |
| 2º      | Serie B                         | 4              | 2013-2014 | 2016-2017       | 4      |
| 3º      | Serie C                         | 12             | 1947-1948 | 2025-2026       | 16     |
| 3º      | Serie C1                        | 2              | 1978-1979 | 1981-1982       | 16     |
| 3º      | Lega Pro Prima Divisione        | 2              | 2011-2012 | 2012-2013       | 16     |
| 4º      | IV Serie                        | 1              | 1952-1953 | 1952-1953       | 30     |
| 4º      | Serie D                         | 14             | 1965-1966 | 2020-2021       | 30     |
| 4º      | Serie C2                        | 14             | 1979-1980 | 2005-2006       | 30     |
| 4º      | Lega Pro Seconda Divisione      | 1              | 2010-2011 | 2010-2011       | 30     |
| 5º      | Campionato Interregionale       | 2              | 1984-1985 | 1985-1986       | 13     |
| 5º      | Campionato Nazionale Dilettanti | 7              | 1992-1993 | 1998-1999       | 13     |
| 5º      | Serie D                         | 4              | 1999-2000 | 2009-2010       | 13     |

Campionati regionali
| Livello | Categoria             | Partecipazioni | Debutto   | Ultima stagione | Totale |
| ------- | --------------------- | -------------- | --------- | --------------- | ------ |
| I       | Prima Divisione       | 2              | 1945-1946 | 1947-1948       | 15     |
| I       | Promozione            | 4              | 1948-1949 | 1955-1956       | 15     |
| I       | Campionato Dilettanti | 2              | 1957-1958 | 1958-1959       | 15     |
| I       | Prima Categoria       | 6              | 1959-1960 | 1964-1965       | 15     |
| I       | Eccellenza            | 1              | 2008-2009 | 2008-2009       | 15     |
| II      | Prima Divisione       | 1              | 1956-1957 | 1956-1957       | 2      |
| II      | Promozione            | 1              | 2007-2008 | 2007-2008       | 2      |

### Partecipazione alle coppe
| Competizione                            | Partecipazioni | Debutto   | Ultima stagione | Totale |
| --------------------------------------- | -------------- | --------- | --------------- | ------ |
| Coppa Italia                            | 5              | 2011-2012 | 2016-2017       | 5      |
| Coppa Italia Semiprofessionisti         | 7              | 1972-1973 | 1980-1981       | 28     |
| Coppa Italia Serie C                    | 18             | 1981-1982 | 2025-2026       | 28     |
| Coppa Italia Lega Pro                   | 3              | 2010-2011 | 2012-2013       | 28     |
| Supercoppa di Lega di Seconda Divisione | 1              | 2011      | 2011            | 1      |
| Coppa Italia Serie D                    | 7              | 1999-2000 | 2019-2020       | 7      |

### Statistiche di squadra
Il miglior risultato raggiunto dal Latina nella sua storia è costituito dalla partecipazione a quattro campionati consecutivi di Serie B, il secondo livello calcistico nazionale. Il miglior piazzamento in questa categoria è il terzo posto conseguito nella stagione 2013-2014, a cui fece seguito la sconfitta nella finale dei play-off per la promozione in massima serie. La squadra laziale ha inoltre vinto la Coppa Italia Lega Pro nella stagione 2012-2013, unico trofeo nazionale conquistato.

### Statistiche individuali
Il calciatore Vittorio Crociara, al Latina dal 1960 al 1971, detiene i record di presenze (302) e reti (102) della squadra laziale.
| Record di presenze - 302 Vittorio Crociara (1960-1971) | Record di reti - 102 Vittorio Crociara (1960-1971) |

## Tifoseria

### Storia
Il movimento ultras apparve nella città pontina nel 1972, con la nascita del gruppo Ultras Latina. Sei anni più tardi fu fondata la Falange nerazzurra. Negli anni ottanta il movimento visse il suo periodo d'oro, come in gran parte d'Italia, contemporaneamente alla militanza dei pontini in Serie C1 e Serie C2. In questi anni nacque la fortissima rivalità con i ciociari del Frosinone.

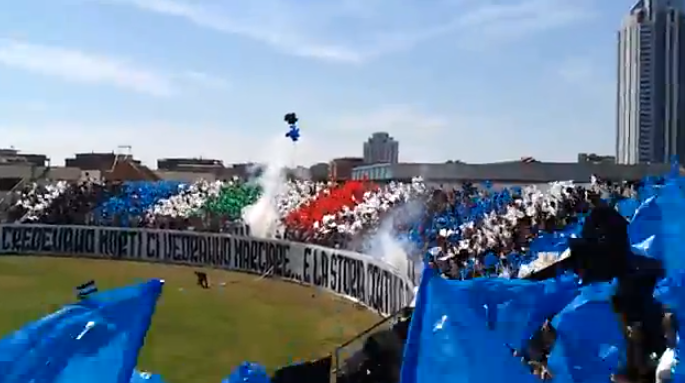
La Curva Nord.

Nel 1990 la Falange si scioglie, e i gruppi esistenti decidono di identificarsi sotto un unico striscione; tuttavia l'esperimento vivrà notevoli difficoltà iniziali, con una ripresa nella seconda metà degli anni novanta. La Falange si ricostituirà in seguito prendendo il timone della curva insieme con il gruppo Brigata Littoria. Nel 2010 avviene l'ennesima svolta, e i gruppi esistenti, ovvero la Brigata, Opposta Fazione e Gruppo Sabaudia si riuniscono dietro lo striscione Curva Nord Latina.
L'ideologia del tifo organizzato, grazie anche alle origini della città di Latina, è di chiara matrice fascista.

### Gemellaggi e rivalità
La tifoseria pontina sostiene un gemellaggio con la Viterbese e sosteneva uno storico gemellaggio con gli ultras del Siracusa, che affonda le radici negli anni ottanta ma che si è concluso nel 2019. Le altre principali amicizie sono con le tifoserie di Reggina e Foggia. Esisteva in passato anche un gemellaggio con la Turris, interrotto dai "corallini" poiché gemellati con la Nocerina, storica rivale dei pontini. Esistono inoltre rapporti di amicizia con Gela e con il gruppo "Tradizione" della Juventus. La principale rivalità è con i corregionali del Frosinone. I match contro la squadra ciociara, i quali rappresentano il cosiddetto derby del Basso Lazio, sono stati spesso caratterizzati da scontri fra ultras. Altre sentite rivalità sono con i sostenitori di Nocerina, Cavese, Sambenedettese, Milan, Terracina, Formia, Pescara, Olbia e Brescia. Negli ultimi anni, molto forte è diventata la rivalità con la tifoseria dell'Avellino, anche in seguito agli scontri avvenuti all'interno dell'aeroporto "Leonardo Da Vinci" di Fiumicino nel marzo del 2019.

## Organico

### Rosa 2025-2026
Aggiornata al 17 agosto 2025.
| N. |                    | Ruolo | Calciatore                 |
| -- | ------------------ | ----- | -------------------------- |
| 1  | Italia (bandiera)  | P     | Matteo Basti               |
| 2  | Italia (bandiera)  | D     | Emanuel Ercolano           |
| 3  | Italia (bandiera)  | C     | Mattia Porro               |
| 4  | Italia (bandiera)  | C     | Maurizio Scravaglieri      |
| 6  | Italia (bandiera)  | D     | Bernardo Calabrese         |
| 7  | Ghana (bandiera)   | A     | Joseph Ekuban              |
| 8  | Italia (bandiera)  | C     | Sevo Ciko                  |
| 9  | Italia (bandiera)  | A     | Amato Ciciretti            |
| 10 | Italia (bandiera)  | C     | Alessio Riccardi           |
| 11 | Italia (bandiera)  | D     | Federico Pace              |
| 12 | Italia (bandiera)  | P     | Federico Giora             |
| 13 | Italia (bandiera)  | D     | Filippo Marenco            |
| 14 | Italia (bandiera)  | A     | Luca Gagliano              |
| 17 | Cuba (bandiera)    | C     | Diego Catasus              |
| 18 | Romania (bandiera) | D     | Eduard Duțu                |
| 19 | Italia (bandiera)  | A     | Gabriele Di Giovannantonio |
| 20 | Italia (bandiera)  | A     | Nicola Fasan               |

| N. |                      | Ruolo | Calciatore           |
| -- | -------------------- | ----- | -------------------- |
| 22 | Italia (bandiera)    | P     | Alessandro Iosa      |
| 23 | Italia (bandiera)    | C     | Giovanni Farneti     |
| 24 | Italia (bandiera)    | C     | Davide De Fraia      |
| 26 | Italia (bandiera)    | A     | Michele Bigonzoni    |
| 27 | Italia (bandiera)    | D     | Antonello Vona       |
| 28 | Italia (bandiera)    | D     | Iacopo Regonesi      |
| 30 | Argentina (bandiera) | C     | Rodrigo De Ciancio   |
| 32 | Italia (bandiera)    | D     | Giulio Parodi        |
| 66 | Italia (bandiera)    | D     | Davide De Marchi     |
| 67 | Italia (bandiera)    | P     | Davide Mastrantonio  |
| 77 | Italia (bandiera)    | A     | Orazio Pannitteri    |
| 80 | Venezuela (bandiera) | C     | Daniele Quieto       |
| 97 | Italia (bandiera)    | A     | Alessandro Di Giulio |
| 99 | Italia (bandiera)    | A     | Andrea Lobianco      |
|    | Italia (bandiera)    | C     | Riccardo Improta     |
|    | Italia (bandiera)    | C     | Davide Petermann     |

### Annotazioni
1. ↑  Viene fondato il Football Club Latina Società Sportiva Dilettantistica, che rileva il titolo del Viribus Cisterna Montello e si iscrive in Eccellenza.
2. ↑  F.C. Latina - 6º nel girone B dell'Eccellenza Lazio.
Semifinale di Coppa Italia Dilettanti Lazio.
3. ↑  F.C. Latina - 2º nel girone A dell'Eccellenza Lazio. Promosso in Serie D dopo aver vinto i play-off nazionali.
Primo turno di Coppa Italia Dilettanti Lazio.
4. ↑  I dati sono inerenti alla Virtus Latina. Sulla panchina del FC Latina si alternarono Massimo Bindi e Stefano Rossi.
5. ↑  I dati sono inerenti alla Virtus Latina. Sulla panchina del FC Latina si alternarono Carmelo Condemi e Maurizio Promutico.
6. ↑  Amministratore unico nella stagione 1982-1983
7. ↑  I dati sono inerenti alla Virtus Latina. I presidenti del Latina FC furono Lucio Bruno e successivamente Domenico Capitani.

### Fonti
1. ↑  La storia del Latina Calcio - La fondazione Archiviato il 9 settembre 2013 in Internet Archive. Tuttolatina.com 07-08-2013
2. ↑  È morto Piero Di Trapano, uomo simbolo del calcio pontino Latina24ore.it 23-03-2009
3. ↑  Il Latina lascia fuori i giornalisti sgraditi «Scritte troppe falsità» Corriere della Sera 12-08-2005
4. ↑  Fabio Benvenuti - Esonerato Torrisi dopo l'ennesima giornata senza vittoria. Squadra affidata ad un duo molto particolare[collegamento interrotto] IlTempo.it, 14-02-2006.
5. ↑  Pietro Infantino e' il nuovo allenatore del Latina Telefree.it 27-07-2006
6. ↑   CALCIO, LA VIRTUS LATINA CONQUISTA LA SERIE D, su Latina24ore.it, 13 maggio 2009. URL consultato il 30 aprile 2025.
7. ↑  Nasce l'U.S. Latina Calcio Archiviato il 27 agosto 2016 in Internet Archive. Latinanotizie.it, 26-06-2009.
8. ↑  Nasce l'US Latina Calcio Archiviato il 4 marzo 2016 in Internet Archive. Ilcorrierelaziale.it, 26-06-2009.
9. ↑   FIGC Nazionale: Ripescate in Serie D CastelnuovoSandrà, Montecchio e Treviso. In Eccellenza vengono quindi promosse Elleesse La Loggia, Rivoli VR e Favaro 1948., su fcdolo1909.it, http://www.fcdolo1909.it/, 5 agosto 2010. URL consultato il 12 agosto 2016.
10. ↑   L'U.S. Latina cambia proprietà, su uslatinacalcio.it, 28 dicembre 2016 (archiviato dall'url originale il 20 maggio 2017).
11. ↑   Gianpiero Terenzi, Ecco la Mens Sana Latina di Benedetto Mancini: "I leoni torneranno a ruggire nell'arena", su latinaoggi.eu, 18 aprile 2017.
12. ↑   Latina, nessuna offerta per l'asta di domani. Ora si spera nella D, su tuttomercatoweb.com, 24 maggio 2017.
13. ↑   Nessuna offerta, il Latina calcio non esiste più, su tuttomercatoweb.com, 24 maggio 2017.
14. ↑   Latina Calcio, è fatta con Pezone: Lega Pro a Latina, addio Fondi. Fuori gli imprenditori pontini, su Latina Quotidiano, 12 luglio 2017. URL consultato il 30 aprile 2025.
15. ↑   Gianpiero Terenzi, L'intervista esclusiva a Fabio Napolitano: "Creata un'associazione solida per il futuro del calcio", su www.latinaoggi.eu, 9 luglio 2017. URL consultato il 30 aprile 2025.
16. ↑   Gianluca Atlante, L'amarezza di Pezone del Racing: "Avevo avuto delle rassicurazioni, non ho preso in giro nessuno", su www.latinaoggi.eu, 22 luglio 2017. URL consultato il 30 aprile 2025.
17. ↑   Latina 1932, l'iscrizione è realtà, su tuttolatina.com. URL consultato il 4 agosto 2017.
18. ↑   Il Dottor Nando Leonardi è il Presidente del Latina Calcio 1932. Primo ”mistero” per Chiappini, su latinasport.info, https://latinasport.info/, 9 agosto 2017. URL consultato il 18 agosto 2017 (archiviato dall'url originale il 18 agosto 2017).
19. 1 2  Gestita dalla Lega Interregionale Centro
20. ↑  Piergiorgio Renna, Storia sociale del Latina Calcio, Multimedia, 2004.
21. ↑   CAMBIO DI DENOMINAZIONE SOCIALE (PDF), su figc.it, http://www.figc.it/, 2004. URL consultato il 12 novembre 2016 (archiviato dall'url originale il 9 settembre 2016).
22. ↑  Gianluca Atlante - Latina Oggi, 11-06-2006
23. 1 2 3 4 5   Scudetti Latina, su scudettitalia.altervista.org, http://scudettitalia.altervista.org/. URL consultato il 9 giugno 2015 (archiviato dall'url originale il 1º aprile 2015).
24. ↑  Claudio Gallaro - Latina, presentato il nuovo logo Tuttolegapro.com, 05/08/2010.
25. ↑   Il Latina calcio ha un nuovo stemma: addio l'ovale, arriva lo scudo., su ilmessaggero.it. URL consultato l'8 agosto 2014.
26. ↑   Il nuovo logo del Latina Calcio non piace ai tifosi ecco i commenti sui social network, su latinaquotidiano.it. URL consultato l'8 agosto 2014.
27. ↑  Latina, presentato il nuovo logo del club: rafforzato il leone alato di San Marco Tuttomercatoweb.com, 25/06/2024.
28. ↑  http://www.sportlatina.it/calcio/lega-pro/item/3002-inno-del-latina-la-replica-dell'autore[collegamento interrotto]
29. ↑   Latina Today, su latinatoday.it.
30. ↑  Ilaria Spada è la madrina della squadra: «Sono contenta. Spero di portare fortuna» Parvapolis.it, 25-07-2003.
31. ↑  Latina Calcio, Carolina Marconi madrina della festa promozione H24notizie.com, 06-05-2011.
32. ↑  Non gioca mai e denuncia la sua squadra per mobbing Corriere della Sera, 10-03-2003.
33. ↑   Latina, il futuro ha il volto di Mario Beretta, su tuttob.com, http://www.tuttob.com/, 25 giugno 2014. URL consultato il 26 giugno 2014.
34. ↑  Il F.C. Latina ha disputato l'Eccellenza nel 2007-2008 e 2008-2009
35. ↑  Al Francioni premiato Crociara Archiviato il 3 dicembre 2013 in Internet Archive. Uslatinacalcio.it
36. 1 2 3 4 5 6 7 8 9 10 11 12 13 14 15 16 17 18 19   Curva Ospiti, I tifosi del… Latina, su pianetaempoli.it, http://www.pianetaempoli.it/, 19 agosto 2013. URL consultato il 9 settembre 2014 (archiviato dall'url originale il 5 marzo 2016).